# Batalla de Lafelt
La batalla de Lafelt va lliurar-se al 2 de juliol de 1747 al poble de Lafelt al principat de Lieja (actualment a Bèlgica) al mig del camp d'Haspengouw. La batalla formà part de la Guerra de Successió Austríaca, en la qual van lluitar d'un costat el Regne de França amb el suport del Regne d'Espanya, Prússia i Baviera i d'altre costat la coalició de l'Arxiducat d'Àustria amb la república dels Províncies Unides, Rússia i el Regne de la Gran Bretanya.
Ambdós camps es disputaven la dominació dels Països Baixos austríacs. El principat de Lieja, on es troba el camp de batalla, va assajar de mantenir la neutralitat però els francesos cobejaven la ciutat de Maastricht, poc avall de Lafelt, considerada com la porta d'entrada a la república neerlandesa. De vegades es parla doncs també de la batalla de Maastricht.
El 1746 l'exèrcit francès inicià la invasió dels Països Baixos austríacs, prengué successivament Brussel·les, Anvers, Mons, Charleroi i Namur, i derrotà els aliats a la batalla de Rocourt. Amb l'inici de la invasió del sud de les Províncies Unides, el càrrec de Stadhouder es convertí en hereditari, en mans de Guillem IV d'Orange-Nassau, el que va transformar la república en monarquia.
En documents es troben diferents ortografies del nom del poble: Lafelt, Lauffeld, Lawfeld, Lauffeldt, Lauffield, Laveldt.

## Desenvolupament tàctic

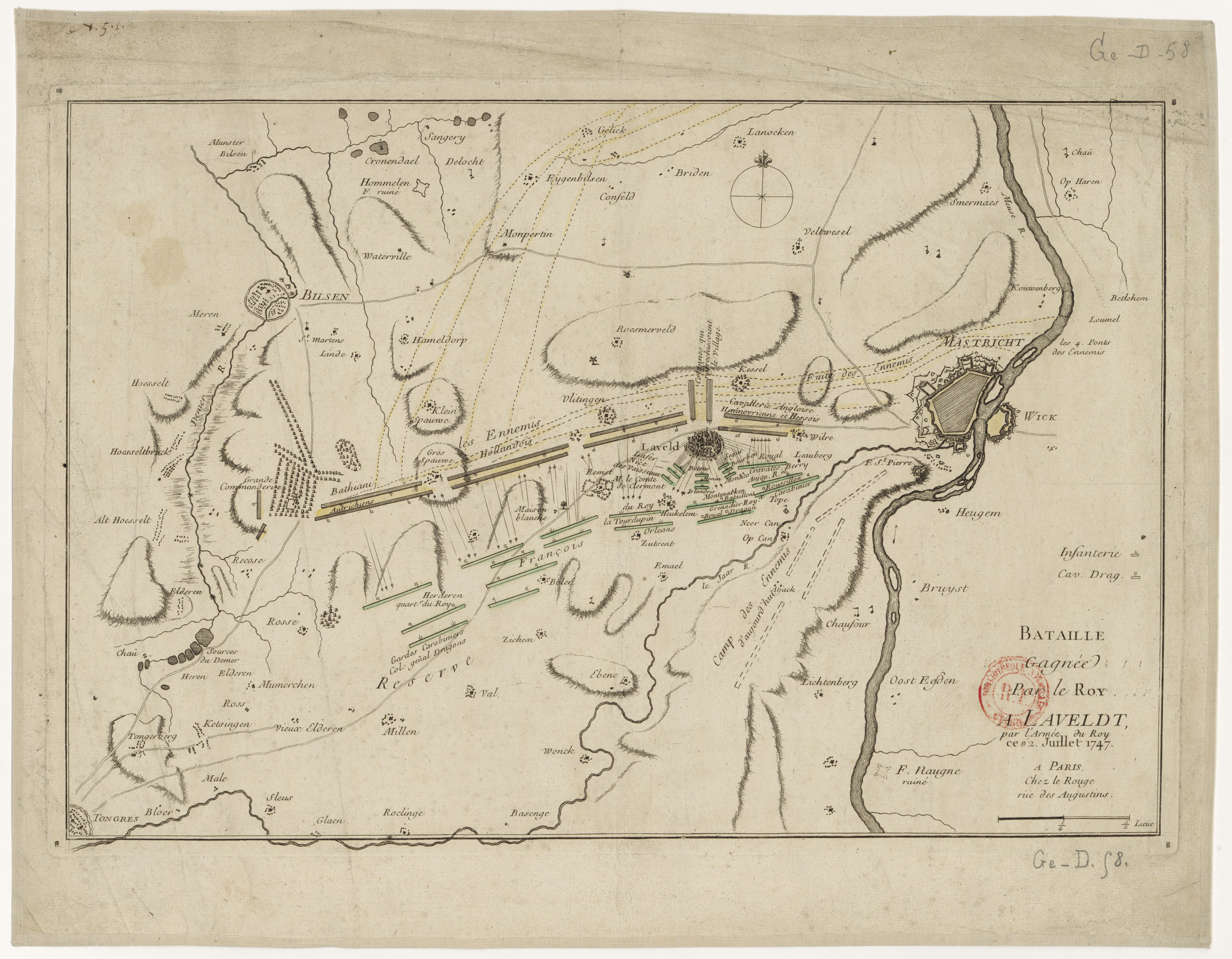
Bataille gagnée par le roi à Laveldt par l'armée du roi ce 2 juillet 1747

L'exèrcit francès, uns 60.000 tropes, dirigit per Maurici de Saxònia va ocupar les altures d'Herderen, un lloc estratègic per a crear un front de Vroenhoven cap a Genoelselderen. La coalició austríaca, 80.000 tropes, conduïda per Guillem August de Cumberland va ocupar un front de Rijkhoven, Rosmeer, Hees i Kesselt, situant als neerlandesos al centre, els austríacs a la dreta i als anglesos a l'esquerra.
Cumberland s'enfrontava a tot l'exèrcit francès, però encara posava més en perill les seves possibilitats d'èxit en fer cas omís del general John Ligonier, que va aconsellar ocupar i fortificar una línia de llogarets en tota la part davantera de l'exèrcit aliat. Igual que en la batalla de Rocourt els austríacs de la dreta, comandats per Karl Josef Batthyány es van negar a moure a camp obert contra el flanc esquerre francès, mentre els neerlandesos fugien, deixant el pes de la batalla als britànics. Els pobles van canviar de mans diverses vegades fins que els francesos van dominar el camp. Una gran columna francesa va obligar els 10.000 soldats britànics i de Hessen a retirar-se del poble de Lafelt per darrera vegada.
Cumberland va reorganitzar els neerlandesos i britànics per un contraatac, però la cavalleria neerlandesa va ser trencada per una càrrega dels carrabiners francesos i va fugir de la cavalleria francesa i desorganitzar la infanteria que hi havia al darrere. La cavalleria francesa va travessar el centre aliat. Els francesos van començar a avançar al seu torn sobre el flanc esquerre aliat van amenaçar l'aniquilar la infanteria britànica. El general Ligonier en iniciativa pròpia va dirigir la cavalleria en unes càrregues que van salvar l'exèrcit. Ligonier va ser capturat juntament amb quatre estendards mentre que cobria la retirada dels aliats amb una càrrega. Per a no deixar res a l'enemic, els aliats van incendiar Vlijtingen i Lafelt de manera preventiva.
La batalla de Lafelt fou la batalla amb major compromís de cavalleria de la Guerra de Successió Austríaca amb més de 15.000 genets, carregant i contracarregant. Després de la batalla, la coalició austríaca va de retreure's. Hi van morir uns 17.000 soldats i 3.100 cavalls.

## Conseqüències
L'exèrcit francès va poder reorganitzar-se. Pillardejar i saquejant van avançar fins a la ciutat de Bergen op Zoom i finalment, el 7 de maig de 1748 van conquerir la ciutat de Maastricht. Nogensmenys, després del Tractat d'Aquisgrà (1748), França va haver d'evacuar els territoris ocupats.

## Avui
- El camp de batalla i l'església d'Hees al segon pla
- El monument irlandès
- La creu irlandesa

Una brigada irlandesa va lluitar al costat dels francesos en esperar el suport de França en la lluita contra l'ocupació d'Anglaterra. El 1964, la Cork City Choral Society va donar una creu irlandesa per a recordar aquest esdeveniment.
El 2011 es van descobrir per primera vegada a Riemst esquelets i bales de mosquets que es van poder datar a l'època de la batalla. Tot i que projectes recents d'explotació d'argila i d'ubanització ocupen una part del camp de batalla històric, se'n conserva encara prou terreny obert per fer recerques arqueològics interessants.